# Ковенант полпути
Ковенант полпути (The Half-Way Covenant) — религиозная полемика Новой Англии XVII в., связанная с крещением «не возрожденных» и неполноправных членов конгрегаций и их семей, которая приведет в конечном итоге к религиозному расколу среди пуританства. В русскоязычных работах часто встречаются переводы этой полемики как «завет на полпути», или «половинчатый завет». В данный момент используется термин предложенный в работах историка Макарова Я. Ф. — «ковенант полпути», хотя встречается терминология и его предшественников. Суть споров заключалась в том, чтобы разрешить «неполноправным» членам конгрегационалистких церквей североамериканских английских колоний свободно крестить своих детей, что ранее дозволялось совершать только «видимым святым» (полноправным членам конгрегаций, на которых, как считалось снизошла Божья благодать).